# Hrisovul emis de domnitorii Ilie și Ștefan pentru Oancea-logofăt

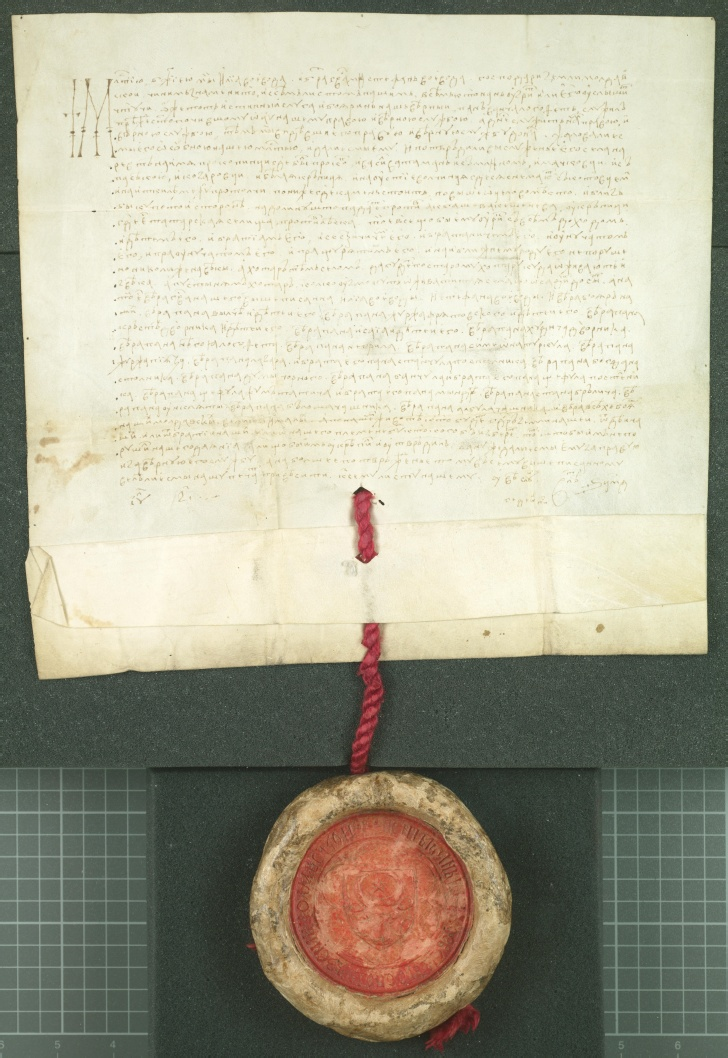
Hrisovul care atestă pentru prima dată Chişinăul

Hrisovul intocmit pe 17 iulie 1436 la Vaslui reprezintă cea mai veche atestare documentară a Chișinăului.
Prin acest act, domnii Țării Moldovei Ilie și Ștefan au dat și i-au întărit lui Oancea-logofăt pentru credincioasă slujbă mai multe sate pe Răut, între care Procopinți, Macicăuți și Cozarăuți. 
Privitor la stabilirea hotarelor acestor sate, în documentul menționat, între altele, se precizează:"...și la Bâc, de cealaltă parte, pe valea ce cade în dreptul Cheșenăului lui Acbaș, la izvorul unde este Seliștea Tătărească în dreptul păduricii". 
Potrivit tradiției, izvorul amintit în hrisov curgea la poalele Colinei Măzărachi. Lângă apele naturale din preajma Colinei Măzărachi s-au construit și primele case ale Chișinăului .
Originalul documentului se păstrează la Arhiva Centrală a Documentelor Istorice din Varșovia.
În octombrie 2013, un grup de chișinăuieni a obținut o copie a documentului din Varșovia și l-a donat Muzeului Național de Arheologie și Istorie a Moldovei. 

## Traducere în limba română

Piatră amplasată pe locul unde, potrivit tradiţiei, se găsea izvorul menţionat în hrisov (aşa-numitul loc de întemeiere al Chişinăului). Se află la poalele Colinei Măzărachi

Din mila lui Dumnezeu, noi, Ilie voievod, și fratele domniei mele, Ștefan voievod, domnii Țării Moldovei. Facem cunoscut, cu această carte a noastre, tuturor celor care o vor vedea sau o vor auzi citindu-se, că această adevărata slugă și boier al nostru credincios, pan Oancea logofăt, a slujit mai înainte sfântrăposatului părintelui nostru cu dreaptă și credincioasă slujbă, iar astăzi ne slujește nouă cu dreaptă și credincioasă slujbă. De aceea, noi, văzând dreapta și credincioasa lui slujbă către noi, l-am miluit cu deosebita noastră milă și i-am dat și i-am întărite vislujenia lui, satele pe Răut, anume: Procopinți, unde au fost Procop și Vasile vătămani, cu moară, și Macicăuți, cu prisacă, și Cozarăuți, și Fântâna Albișoara, și, la gura Volcinețului, unde se unește cu Cotovțea, și, la Itchil, între Crotolci, mai jos de unde stă Piatră, mai sus de locul lui Oțel, și lângă Bâc, de cealaltă parte, pe valea ce cade în dreptul Cheșenăului lui Acbaș, la Fântână, unde este Seliștea Tătărească, în dreptul păduricii. Toate acestea să-i fie uric, cu tot venitul, și copiilor lui, fraților lui, și nepoților lui de soră, și nepoților lui de frate, și nepoților lui de fiu, și strănepoților lui, și răstrănepoților lui și celui mai apropiat neam al lui, neclintit niciodată, în veci.

Iar hotarul acestor sate să fie după hotarul vechi, pe unde folosesc din veac.

Iar hotarul pustiilor să fie cât vor putea să folosească îndestul aceste sate, pe care le întemeiază.

Iar la aceasta este credință domniei noastre, a mai sus-scrisului Ilie voievod, și a lui Ștefan voievod și credință boierilor noștri: credința panului Vâlcea și a copiilor lui, credință panului Giurgiu de la Frătăuți credință panului Hudici vornic, credință panului Neagoe logofăt, credință panului Negrilă, credință panului Simeon Turcul, credință panului Giurgiu Piatră, credință panului Lazăr și a fratelui său, pan Stanciul postelnic, credință panului Bogdan stolnic, credință panului Duma Negru, credință panului Banciul și a fratelui său, pan Șteful postelnic, credință panului Șteful al lui Jumătate și a fratelui său, pan Mândrea, credință panului Stan Bârlici, credință panului Uncleat, credință panului Băloș ceașnic, credință panului Albul ceașnic și credință tuturor boierilor noștri moldoveni, mari și mici.

Iar după viața noastră, cine va fi domn al țării noastre, din copiii noștri sau din frații noștri sau din neamul nostru, oricine, pe cine îl va alege Dumnezeu, acela să nu le clintească dania noastră, ci să le-o întărească și să le-o împuternicească pentru că i-am dat pentru dreapta și pentru credincioasa lui slujbă.

Iar pentru mai mare întărire a tuturor celor mai sus-scrise, am poruncit să atârne pecetea noastră la această carte a noastră.

La Vaslui, în anul 6944 <1436> iulie 17.

Ghedeon a scris.

## Bibliografie

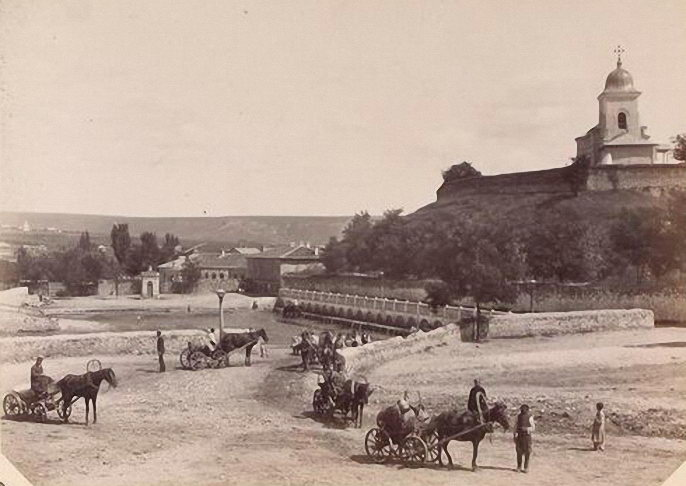
Poalele Colinei Măzărachi. Imagine de la sfârșitul secolului al XIX-lea.

Transcrierea textului din hrisovul emis de domnitorii Ilie și Ștefan pentru Oancea-logofăt.